# Port lotniczy Tambor
Port lotniczy Tambor (ang. Tambor Airport, IATA: TMU, ICAO: MRTR) – port lotniczy zlokalizowany w kostarykańskim mieście Tambor.